# I. Gottfried hainaut-i gróf
Gottfried vagy Godefrid (? – 964) középkori nemesúr, a németalföldi Hainaut grófja, illetve Alsó-Lotaringia társhercege.

## Élete
958-ban kapta meg az Hainaut grófja címet, amikor III. Reginár grófot Bohémiába száműzték. 958. június 11-én I. Ottó német király egyik oklevele már grófként említi ("Godefridi comitis"). Egy közvetlenebb utalás található egy 958. június 13-ára datált oklevélben, amely már mint Hainaut grófság uraként említi (Ottó birtokot adományozott "villa Vuambia sitam in pago Heinia in comitatu Godefridi" térségében egy bizonyos "Engibrandus"-nak).
Feltehetően azonos Gottfried alsó-lotaringiai herceggel (? – 964, Itália) – mindenesetre utóbbi halála után Ottó birtokot adományozott a megboldogult Gottfried emlékére ("in loco Uillare…terram olim Godefridus bone memorie dux noster") az hainaut-i Saint-Ghislain kolostornak, amit az hainaut-i Gottfried utóda, Richer gróf ("Richarius comes") hagyott jóvá 965-ben. Gottfried szerepel Brúnó kölni érsek által 953-ban vagy 959-ben kiadott oklevélen is ("regnante rege Ottone fratre nostro, anno xviii, Godefrido duce") Itáliában halt meg a pestisjárvány áldozataként 964-ben.

## Családja és leszármazottai
Felesége Alpaide (származása ismeretlen). Gottfried halála után Alpaide ismét férjhez ment, második férje Eilbert, Florennes ura (Seigneur de Florennes) volt.
Gottfried grófnak és feleségének két gyermeke ismert:
- Gottfried (? – 981 előtt) A „Historia Walciodorensis Monasterii” rögzíti, hogy Eilbert de Florennes második feleségének előző házasságából két fia született ("binos…adolescentulos…Godefrido et fratri…Arnulfo"),[7] akikre mostohaapjuk a Florennes ura címet hagyta.
- Arnulf (? – 1002/10. október 22) A „Miraculis Sancti Gengulfi” megnevezi Gottfried családját ("Arnulfus, Alpaidis et Godefridi Hainoensis pagi comitis filius") és azt is megadja, hogy Arnulf örökölte a Seigneur de Florennes címet.[8]

## Lásd még
- Hainaut-i grófság
- Hainaut grófjainak listája
- Lotaringia uralkodóinak listája